# Liên đoàn bóng đá châu Đại Dương
Liên đoàn bóng đá châu Đại Dương (tiếng Anh: Oceania Football Confederation - OFC) là một trong sáu liên đoàn bóng đá cấp châu lục thuộc FIFA. OFC có 13 thành viên, trong đó 11 thành viên chính thức và 2 thành viên liên kết không trực thuộc FIFA. Liên đoàn có nhiệm vụ phát triển môn bóng đá tại khu vực châu Đại Dương và tạo điều kiện cho các quốc gia thành viên giành quyền tham dự FIFA World Cup. Do đó, OFC có ảnh hưởng không đáng kể trong bóng đá thế giới, cả về thành tích quốc tế lẫn khả năng cung cấp cầu thủ cho các giải đấu cấp câu lạc bộ hàng đầu. OFC cũng là liên đoàn duy nhất chưa từng giành một danh hiệu quốc tế nào; thành tích cao nhất là đội tuyển Úc lọt vào trận chung kết Cúp Liên đoàn các châu lục FIFA 1997.
Năm 2006, Úc – quốc gia lớn nhất và thành công nhất của OFC khi đó – rời OFC lần thứ hai để gia nhập Liên đoàn Bóng đá châu Á (AFC), để lại New Zealand trở thành thành viên lớn nhất của OFC. Kể từ tháng 4 năm 2018, Chủ tịch OFC là Lambert Maltock. Các Phó chủ tịch gồm Thierry Ariiotima, Kapi Natto John và Lord Ve'ehala. Tổng thư ký là Franck Castillo. Trụ sở chính của OFC đặt tại Auckland, New Zealand.

## Lịch sử

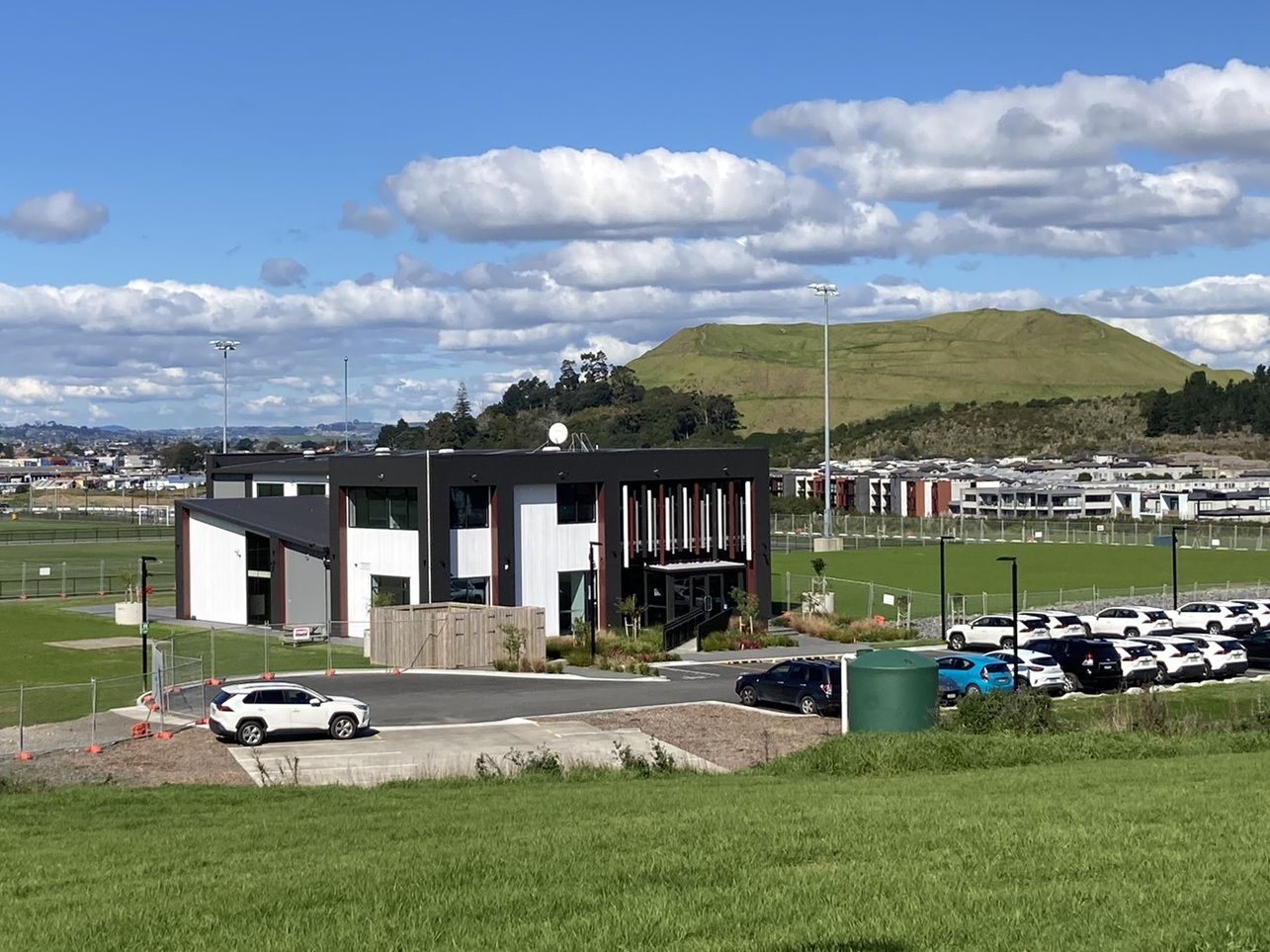
Trụ sở của OFC tại Ngahue Reserve, Auckland, New Zealand

Liên đoàn Bóng đá châu Đại Dương (OFC) được thành lập vào năm 1966 với mục đích đại diện cho các quốc gia ở khu vực Thái Bình Dương, sau khi Úc và New Zealand thất bại trong nỗ lực gia nhập Liên đoàn Bóng đá châu Á (AFC). Ý tưởng thành lập một liên đoàn cho khu vực Thái Bình Dương lần đầu được đưa ra vào năm 1964. Đề xuất này được thúc đẩy bởi Sid Guppy thuộc Liên đoàn Bóng đá New Zealand (NZFA), Jim Bayutti thuộc Liên đoàn Bóng đá Úc và Chủ tịch vFIFA khi đó là Stanley Rous, trong đó Guppy và Bayutti đều được thôi thúc bởi việc AFC từ chối kết nạp. Sau các cuộc thảo luận ban đầu được tổ chức ở Tokyo năm 1964, Charlie Dempsey – một người Scotland – đã được NZFA tiếp cận để hợp tác với Bayutti xây dựng hồ sơ xin thành lập Liên đoàn Bóng đá châu Đại Dương. Hai người đã vận động đủ sự ủng hộ để hồ sơ này được Đại hội FIFA thông qua vào năm 1966. Các thành viên sáng lập OFC gồm:
- Liên đoàn Bóng đá Úc
- Liên đoàn Bóng đá New Zealand[6]
- Hiệp hội Bóng đá Fiji

- Hiệp hội Bóng đá Papua New Guinea

Đại diện New Caledonia cũng tham gia vào quá trình thành lập OFC năm 1966, nhưng khi đó New Caledonia chỉ có thể là thành viên tạm thời, vì lãnh thổ này chưa có quyền tự chủ về thể thao tách khỏi Pháp vào lúc đó. Năm 1972, Úc rời OFC để một lần nữa theo đuổi việc gia nhập AFC, nhưng quay lại OFC vào năm 1978, và trong suốt thập niên 1970 họ chưa từng trở thành thành viên chính thức của AFC. Sau khi Úc rời OFC năm 1972, Lou Gautier – từ tạp chí Soccer World của Úc – đã nhận xét: “Chúng tôi đã khẳng định ngay từ đầu rằng ý tưởng về một Liên đoàn châu Đại Dương chỉ là giấc mơ viển vông, không mang lại lợi ích thiết thực nào cho bóng đá Úc.” Bayutti rời OFC năm 1970 để chuẩn bị cho kế hoạch Úc gia nhập AFC, và Charles Dempsey được bổ nhiệm làm quyền tổng thư ký OFC. Khi đó, Dempsey đồng thời giữ chức lãnh đạo Liên đoàn Bóng đá quốc gia New Zealand. Ông tiếp tục giữ vai trò quyền tổng thư ký OFC trong 10 năm và được bầu làm chủ tịch vào năm 1982. Các chủ tịch trước đó gồm người New Zealand William Walkley và Jack Cowie, cùng người Úc Vic Tuting và Arthur George. Trong nhiệm kỳ của mình, Dempsey thuyết phục các quốc gia và vùng lãnh thổ Thái Bình Dương nhỏ gia nhập OFC, bao gồm Samoa (1986), Vanuatu (1988), Tahiti (1990), Tonga và Quần đảo Cook (đều vào năm 1994), và American Samoa (1998). Ông là chủ tịch OFC cuối cùng xuất thân từ New Zealand hoặc Úc; các chủ tịch sau đó đều đến từ các quốc gia khác trong khu vực Thái Bình Dương.
Đội tuyển bóng đa nam Úc (biệt danh Socceroos) là đại diện đầu tiên của khu vực thi đấu tại FIFA World Cup năm 1974, nằm cùng bảng với Chile, Đông Đức và Tây Đức. Mặc dù không ghi được bàn nào nhưng vẫn thi đấu ngang ngửa ở cả ba trận. Tám năm sau, đội tuyển New Zealand (biệt danh All Whites) tham dự World Cup lần đầu tiên vào năm 1982, nhưng phải chịu những thất bại nặng nề hơn so với Úc trước đó. Từ thập niên 1960 đến đầu thập niên 1980, các quốc gia thuộc OFC thi đấu cùng các đội tuyển thuộc AFC trong nhiều giải vòng loại World Cup hỗn hợp. Mãi đến vòng loại World Cup 1986, OFC mới tổ chức được một giải vòng loại riêng biệt. Trung Hoa Đài Bắc là thành viên của OFC từ năm 1975 đến 1989. Dù nằm ở khu vực phía bắc Thái Bình Dương, ngoài khơi Trung Quốc, quốc gia này gia nhập OFC vì lý do chính trị, sau đó chuyển sang AFC. Israel (chưa từng là thành viên chính thức của OFC) cũng tham dự vòng loại World Cup của OFC vào các năm 1986 và 1990 vì lý do tương tự, mặc dù không nằm trong lưu vực Thái Bình Dương. Trong suốt thập niên 1980 và 1990, đội tuyển Úc nhiều lần thất bại ở vòng play-off liên lục địa để giành vé dự World Cup: thua Scotland năm 1985, Argentina năm 1993 và Iran năm 1997. Lần duy nhất họ không lọt vào vòng play-off trong giai đoạn này là năm 1989, khi Israel vượt qua Úc ở vòng hai vòng loại OFC, trước khi thất bại trước Colombia. Trận thua sát nút nhất của Úc tại vòng play-off liên lục địa là trước Iran năm 1997. Ở trận lượt về tại Melbourne, Úc dẫn 3–1 chung cuộc khi trận đấu bước vào giai đoạn cuối, nhưng đà thi đấu bị gián đoạn do một cổ động viên quá khích liên tục xông vào sân. Ngay sau đó, họ để thủng lưới hai bàn liên tiếp và bị loại theo luật bàn thắng sân khách. Năm 1996, FIFA công nhận OFC là một liên đoàn đầy đủ quyền hạn và trao cho OFC một ghế trong Ban điều hành FIFA. Năm 1998, OFC ra mắt logo mới cùng tạp chí chính thức mang tên The Wave.
Đội tuyển quốc gia Úc từ lâu được xem là đối thủ mạnh nhất trong khu vực. Trong những năm 1990 và 2000, nhiều trận đấu mà họ góp mặt đều có sự chênh lệch rõ rệt về số bàn thắng. Vòng hai vòng loại World Cup 1998 diễn ra vào tháng 6 năm 1997 chứng kiến chiến thắng 13–0 trước Quần đảo Solomon. Năm tiếp theo, Úc đánh bại Quần đảo Cook 16–0 tại Cúp Bóng đá châu Đại Dương OFC 1998, và thắng 17–0 ở giải năm 2000.  Sự áp đảo này cũng diễn ra ở bóng đá nữ: tại Giải vô địch bóng đá nữ OFC 1998, đội tuyển nữ Úc (The Matildas) thắng Fiji 17–0 và Samoa thuộc Mỹ 21–0. Những tỷ số chênh lệch tiếp tục tăng vào tháng 4 năm 2001, tại vòng một vòng loại World Cup 2002. Australia lần lượt thắng Tonga 22–0,Samoa thuộc Mỹ 31–0 và Samoa 11–0. Trận thắng trước Samoa thuộc Mỹ trở thành chiến thắng đậm nhất trong lịch sử bóng đá quốc tế (vượt kỷ lục ở trận gặp Tonga), đồng thời cầu thủ Archie Thompson lập kỷ lục ghi nhiều bàn thắng nhất trong một trận đấu quốc tế (13 bàn). Tuy nhiên, phong độ ấn tượng ở vòng loại đầu tiên không được tái hiện ở vòng play-off liên lục địa gặp Uruguay cùng năm. Trận lượt đi trên sân nhà, Úc thắng 1–0 trước 84.656 khán giả tại Melbourne, nhưng lượt về để thua đậm 0–3. Trận đấu này bị lu mờ bởi sự cố tại sân bay Montevideo trước giờ bóng lăn, khi các cầu thủ Úc bị một nhóm cổ động viên Uruguay tấn công và lăng mạ. Ngày 24 tháng 5 năm 2004, New Caledonia trở thành thành viên thứ 12 của OFC.
Cuối năm 2005, Úc một lần nữa tiến vào trận play-off liên lục địa gặp Uruguay. Giống như năm 2001, mỗi đội giành chiến thắng một trận sau hai lượt, dẫn đến việc Úc cuối cùng chấm dứt cơn khát World Cup bằng loạt sút luân lưu kịch tính tại Sydney. Đội tuyển Socceroos được tăng cường an ninh cho trận lượt đi trên sân khách để đề phòng tái diễn sự cố tại sân bay năm 2001, và ở lượt về, đội tuyển Uruguay bị khán giả la ó dữ dội khi quốc ca của họ vang lên. Tại World Cup 2006, Úc bị loại ở vòng 16 đội trước Ý - đội lên ngôi vô địch năm đó. Chiến thắng 3–1 trước Nhật Bản ở vòng bảng vẫn là lần duy nhất một đại diện của OFC giành chiến thắng tại giải đấu này. Cùng năm, Úc rời OFC để gia nhập Liên đoàn Bóng đá châu Á (AFC). Thỏa thuận gia nhập AFC được ký kết vào tháng 6 năm 2005, trước khi Úc đánh bại Uruguay để giành vé dự World Cup 2006. Thỏa thuận có hiệu lực từ ngày 1 tháng 1 năm 2006, mặc dù Úc vẫn chính thức đại diện cho OFC tại kỳ World Cup năm đó.
Sau khi gia nhập AFC, Úc tiến hành chiến dịch tranh quyền đăng cai World Cup 2018 và 2022, nhưng không thành công. Một trong những điểm nhấn của hồ sơ dự thầu là thực tế khu vực Nam Thái Bình Dương chưa từng tổ chức World Cup. Tháng 7 năm 2006, Chủ tịch Liên đoàn Bóng đá Úc John O'Neill phát biểu: “Khu vực duy nhất chưa từng đăng cai World Cup, sau khi Nam Phi tổ chức vào năm 2010, là lưu vực Thái Bình Dương. Chúng ta nay thuộc châu Á nhưng cũng là một phần của Thái Bình Dương, và tôi tin rằng yếu tố công bằng về việc khu vực này chưa từng đăng cai nên được tính đến có lợi cho chúng ta.” Sau đó, Úc và New Zealand đồng đăng cai Giải vô địch bóng đá nữ thế giới 2023, dù khi đó thuộc hai liên đoàn khác nhau.
Năm 2008, một thành viên liên kết là Hiệp hội Bóng đá Quần đảo Bắc Mariana cũng rời OFC và năm 2009 gia nhập AFC với tư cách thành viên liên kết. Cuối năm 2009, Liên đoàn Bóng đá Palau, dù nằm ở khu vực châu Đại Dương nhưng không có mối liên hệ chính thức nào với OFC, cũng nộp đơn xin gia nhập AFC với quy chế tương tự nhưng không thành công. New Zealand chấm dứt cơn khát World Cup của mình vào năm 2009 khi đánh bại Bahrain để giành vé dự World Cup 2010. Trùng hợp là giải đấu này cũng có sự góp mặt của Úc, khi đó đã đại diện cho AFC. New Zealand là đội duy nhất bất bại tại giải, dù không vượt qua được vòng bảng. Kể từ khi Úc rời OFC, New Zealand thường xuyên góp mặt ở các trận play-off liên lục địa giành vé dự World Cup. Họ để thua đậm Mexico sau hai lượt trận vào năm 2013, và bỏ lỡ cơ hội trước Peru năm 2017 cũng như Costa Rica năm 2022. Ngày 24 tháng 3 năm 2025, New Zealand giành quyền dự World Cup 2026 sau khi đánh bại New Caledonia 3–0 trong trận chung kết của giải vòng loại mới của OFC, giải đấu có một suất trực tiếp cho khu vực này
Tháng 11 năm 2024, OFC công bố kế hoạch tổ chức Giải OFC Professional League kéo dài năm tháng, dự kiến khởi tranh vào tháng 1 năm 2026. Giải đấu khai mạc sẽ quy tụ 8 câu lạc bộ hàng đầu từ nhiều quốc gia thuộc khu vực Thái Bình Dương, trong đó có khả năng có sự góp mặt của các đội từ Úc và Hawaii (các câu lạc bộ Hawaii thông thường sẽ thi đấu dưới sự quản lý của CONCACAF do Hawaii là một phần của Hoa Kỳ). Đã có 32 câu lạc bộ công khai bày tỏ mong muốn tham dự, bao gồm bốn đội đến từ Úc cùng các đội từ New Caledonia, New Zealand, Fiji, Papua New Guinea, Samoa, Quần đảo Solomon và Tahiti. Các câu lạc bộ Úc gồm Marconi Stallions, South Melbourne FC và Sunshine Coast Fire — tất cả đều thi đấu ngoài khuôn khổ giải A-League của Úc, vốn được thành lập vào thời điểm Úc gia nhập AFC. Các câu lạc bộ đến từ những quốc gia không thuộc OFC nếu muốn tham dự sẽ phải tự chi trả chi phí đi lại và ăn ở, và nhiều khả năng sẽ không được quyền tham dự FIFA Club World Cup ngay cả khi giành chức vô địch. Giải đấu này được kỳ vọng sẽ thay thế OFC Champions League, giải đấu đã tồn tại từ năm 1987. 
Một câu lạc bộ New Zealand đang thi đấu tại A-League của Úc, Auckland FC, cũng bày tỏ mong muốn tham gia, với lý do là họ không thể giành quyền dự AFC Champions League ngay cả khi vô địch A-League, do New Zealand thuộc OFC. Ngoài ra, hai câu lạc bộ khác của New Zealand đang thi đấu ngoài A-League — Christchurch United và Nelson Suburbs — cũng đã công khai ý định tham dự. OFC đã bắt đầu quy trình tiếp nhận hồ sơ từ các câu lạc bộ quan tâm, với việc lựa chọn tám đội cuối cùng dự kiến hoàn tất vào tháng 9 năm 2025. Các đội đăng ký sẽ phải chứng minh khả năng tài chính bền vững trong bốn năm và đáp ứng các tiêu chuẩn quan trọng, bao gồm yêu cầu về tài chính, thể thao, cơ sở hạ tầng, nhân sự và pháp lý. Tháng 5 năm 2025, OFC xác nhận đã chọn ra 13 đội tiềm năng bước vào giai đoạn cấp phép câu lạc bộ cho vòng chung kết, trong đó có hai đội từ Úc và 11 đội từ các quốc gia thuộc OFC.

## Liên đoàn thành viên
OFC có 11 liên đoàn thành viên chính thức và 2 liên đoàn thành viên liên kết .

### Đội tuyển quốc gia
| Mã FIFA | Liên đoàn          | Đội tuyển quốc gia | Thành lập | Tư cách thành viên | Gia nhập FIFA | Gia nhập và liên kết với OFC | Thành viên IOC | Ghi chú                           |
| ------- | ------------------ | ------------------ | --------- | ------------------ | ------------- | ---------------------------- | -------------- | --------------------------------- |
| ASA     | Samoa thuộc Mỹ     | (M, W)             | 1984      | Chính thức         | 1998          | 1998                         | Có             | lãnh thổ chưa hợp nhất của Hoa Kỳ |
| COK     | Quần đảo Cook      | (M, W, FS, FP)     | 1971      | Chính thức         | 1994          | 1994                         | Có             | liên minh tự do với New Zealand   |
| FIJ     | Fiji               | (M, W, FS, FP)     | 1938      | Chính thức         | 1964          | 1966                         | Có             |                                   |
| KIR     | Kiribati           | (M, W)             | 1980      | Liên kết           | Chưa gia nhập | liên kết năm 2007            | Có             |                                   |
| NCL     | Nouvelle-Calédonie | (M, W, FS, FP)     | 1928      | Chính thức         | 2004          | 2004                         | Không          | lãnh thổ Hải ngoại thuộc Pháp     |
| NZL     | New Zealand        | (M, W, FS, FP)     | 1891      | Chính thức         | 1948          | 1966                         | Có             |                                   |
| PNG     | Papua New Guinea   | (M, W, FS)         | 1962      | Chính thức         | 1966          | 1966                         | Có             |                                   |
| SAM     | Samoa              | (M, W, FS)         | 1968      | Chính thức         | 1986          | 1986                         | Có             |                                   |
| SOL     | Quần đảo Solomon   | (M, W, FS, FP)     | 1979      | Chính thức         | 1988          | 1988                         | Có             |                                   |
| TAH     | Tahiti             | (M, W, FS, FP)     | 1989      | Chính thức         | 1990          | 1990                         | Không          | lãnh thổ Hải ngoại thuộc Pháp     |
| TGA     | Tonga              | (M, W)             | 1965      | Chính thức         | 1994          | 1994                         | Có             |                                   |
| TUV     | Tuvalu             | (M, W)             | 1979      | Liên kết           | Chưa gia nhập | liên kết năm 2006            | Có             |                                   |
| VAN     | Vanuatu            | (M, W, FS, FP)     | 1934      | Chính thức         | 1988          | 1988                         | Có             |                                   |

M: bóng đá nam
W: bóng đá nữ
FS: bóng đá trong nhà
FP: bóng đá bãi biển

### Các cựu thành viên chính thức
- Úc (1966 - 1972; 1978 - 2006)
- Đài Bắc Trung Hoa (1976 - 1978; 1982 - 1989)

### Các cựu thành viên liên kết
- Israel: Liên đoàn bóng đá Israel (AFI) đã gia nhập OFC sau khi rời liên đoàn bóng đá châu Á năm 1974. Israel chỉ tham dự với tư cách là thành viên tạm thời cho đến năm 1994, họ được nhận vào Liên đoàn bóng đá châu Âu.[51]
- Quần đảo Bắc Mariana: Hiệp hội bóng đá của Quần đảo Bắc Mariana (NMIFA) là thành viên của OFC cho đến năm 2008 họ gia nhập Liên đoàn bóng đá châu Á.
- Niue: Hiệp hội bóng đá Niue (NFA) tham gia năm 2006 cho đến năm 2021 thì giải thể.
- Palau: Hiệp hội bóng đá Palau (PFA) tham gia năm 2007 và chỉ hai năm ở OFC. Năm 2009, Palau nộp đơn xin gia nhập vào Liên đoàn bóng đá châu Á thông qua Liên đoàn bóng đá Đông Á, nhưng chưa được chấp nhận.[52]

### Các quốc gia không phải thành viên của OFC
+ Một số quốc gia có chủ quyền hoặc phụ thuộc ở Châu Đại Dương có các đội tuyển quốc gia không có liên kết. Tất cả chơi không thường xuyên và có thể đã không hoạt động trong vài năm. Cũng có một số không có đội tuyển quốc gia.
- Liên bang Micronesia
- Palau
- Wallis và Futuna
- Nauru
- Quần đảo Marshall
- Tokelau
- Đảo Norfolk
- Quần đảo Pitcairn

+ Các quốc gia có chủ quyền và phụ thuộc với lãnh thổ ở Châu Đại Dương nhưng là thành viên của các liên đoàn khác:
- Úc (gia nhập liên đoàn bóng đá châu Á năm 2006)
- Guam (gia nhập liên đoàn bóng đá châu Á năm 1992)
- Quần đảo Bắc Mariana (tham gia Thế vận hội Micronesia năm 1998, sau đó rút lui khỏi đấu trường quốc tế. Tới năm 2008 gia nhập liên đoàn bóng đá khu vực Đông Á và là thành viên liên kết của liên đoàn bóng đá châu Á)

## Xếp hạng

### Bóng đá nam (10/2022)
| OFC | FIFA | Mã FIFA | Quốc gia         | Điểm    | +/- |
| --- | ---- | ------- | ---------------- | ------- | --- |
| 1   | 105  | NZL     | New Zealand      | 1193.98 | -2  |
| 2   | 136  | SOL     | Quần đảo Solomon | 1095.70 | +1  |
| 3   | 159  | PNG     | Papua New Guniea | 1007.46 | +2  |
| 4   | 161  | NCL     | New Caledonia    | 995.58  | -1  |
| 5   | 162  | TAH     | Tahiti           | 995.11  | 0   |
| 6   | 163  | FIJ     | Fiji             | 989.43  | 0   |
| 7   | 164  | VAN     | Vanuaty          | 985.62  | 0   |
| 8   | 188  | ASA     | Samoa thuộc Mỹ   | 900.27  | 0   |
| 9   | 189  | COK     | Quần đảo Cook    | 899.33  | 0   |
| 10  | 191  | SAM     | Samoa            | 894.26  | 0   |
| 11  | 197  | TON     | Tonga            | 861.81  | 0   |

### Bóng đá nữ (12/2018)
| OFC | FIFA | Quốc gia         | Điểm | +/-  |
| --- | ---- | ---------------- | ---- | ---- |
| 1   | 19   | New Zealand      | 1819 | +1   |
| 2   | 49   | Papua New Guinea | 1479 | -49  |
| 3   | 72   | Fiji             | 1350 | +9   |
| 4   | 86   | Tonga            | 1249 | -86  |
| 5   | 90   | New Caledonia    | 1239 | -90  |
| 6   | 97   | Tahiti           | 1218 | -97  |
| 7   | 107  | Vanuatu          | 1161 | -3   |
| 8   | 109  | Quần đảo Cook    | 1159 | -109 |
| 9   | 110  | Quần đảo Solomon | 1153 | -5   |
| 10  | 113  | Samoa            | 1130 | -113 |
| 11  | 122  | Samoa thuộc Mỹ   | 1047 | -5   |

## Lịch sử
Liên đoàn bóng đá châu Đại Dương được thành lập vào ngày 15 tháng 11 năm 1966 với các thành viên sáng lập:
- Liên đoàn bóng đá Úc
- Liên đoàn bóng đá New Zealand
- Liên đoàn bóng đá Fiji
- Liên đoàn bóng đá Papua New Guinea

Úc đã rút khỏi thành viên OFC vào năm 1972 để theo đuổi tư cách thành viên của AFC nhưng thất bại, họ đã gia nhập trở lại vào năm 1978, Đài Bắc Trung Hoa là thành viên của OFC từ năm 1975 đến 1989. Năm 1996 FIFA xác nhận OFC là một liên đoàn chính thức và được cấp một vị trí trong ban điều hành FIFA.  Năm 1998, OFC đã tiết lộ một logo mới và một tạp chí chính thức mang tên The Wave. Vào ngày 24 tháng 5 năm 2004, New Caledonia trở thành thành viên thứ 12 của OFC. Vào ngày 1 tháng 1 năm 2006, Úc lại rời OFC và gia nhập Liên đoàn bóng đá châu Á. Năm 2008, một thành viên liên kết Hiệp hội bóng đá Bắc Mariana cũng rời khỏi OFC và năm 2009 gia nhập AFC với tư cách là thành viên liên kết. Vào cuối năm 2009, Hiệp hội bóng đá Palau cũng đã nộp đơn xin gia nhập AFC.

## Các đời chủ tịch
| STT | Tên                 | Nhận chức | Kết thúc nhiệm kỳ | Quốc tịch        | Ghi chú |
| --- | ------------------- | --------- | ----------------- | ---------------- | ------- |
| 1   | William Walkley     | 1966      | 1970              | New Zealand      |         |
| 2   | Jack Cowie          | 1970      | 1972              | New Zealand      |         |
| 3   | Vic Tuting          | 1972      | 1972              |                  |         |
| 4   | Jack Cowie          | 1972      | 1978              | New Zealand      |         |
| 5   | Arthur George       | 1978      | 1982              | Australia        |         |
| 6   | Charles Dempsey     | 1982      | 2000              | New Zealand      |         |
| 7   | Johnny Tinsley Lulu | 2000      | 2003              | Vanuatu          |         |
| 8   | Tautulu Roebuck     | 2003      | 2004              | Samoa            |         |
| 9   | Reynald Temarii     | 2004      | 2010              | Tahiti           |         |
| 10  | David Chung         | 2010      | 2011              | Papua New Guinea |         |
| 11  | David Chung         | 2011      | 2018              | Papua New Guinea |         |
| 12  | Lambert Maltock     | 2018      |                   | Vanuatu          |         |

## Các giải thi đấu cấp đội tuyển quốc gia
- Cúp bóng đá châu Đại Dương
- Giải vô địch bóng đá trẻ châu Đại Dương
- Giải vô địch bóng đá U-20 châu Đại Dương
- Giải vô địch bóng đá U-17 châu Đại Dương
- Cúp bóng đá nữ châu Đại Dương
- Giải vô địch bóng đá nữ U-20 châu Đại Dương
- Giải vô địch bóng đá nữ U-17 châu Đại Dương
- Giải vô địch bóng đá trong nhà châu Đại Dương

## Các giải thi đấu cấp câu lạc bộ
- Giải vô địch các câu lạc bộ châu Đại Dương
- Giải vô địch các câu lạc bộ quốc tế
- Giải Chủ tịch OFC
- Siêu cup Melanesian
- Giải vô địch các câu lạc bộ Futsal châu Đại Dương

## Cầu thủ xuất sắc nhất châu Đại Dương
xem Cầu thủ xuất sắc nhất châu Đại Dương Chris Wood

## Các giải đấu quốc tế của nam

### World Cup
| Đội         | 1930 | 1934 | 1938 | 1950 | 1954 | 1958 | 1962 | 1966 | 1970 | 1974 | 1978 | 1982 | 1986 | 1990 | 1994 | 1998 | 2002 | 2006 | 2010            | 2014            | 2018            | 2022            | 2026            | 2030            | 2034            | Tổng cộng |
| ----------- | ---- | ---- | ---- | ---- | ---- | ---- | ---- | ---- | ---- | ---- | ---- | ---- | ---- | ---- | ---- | ---- | ---- | ---- | --------------- | --------------- | --------------- | --------------- | --------------- | --------------- | --------------- | --------- |
| Úc          | ×    | ×    | ×    | ×    | ×    | ×    | ×    | •    | •    | VB   | •    | •    | •    | •    | •    | •    | •    | V16  | Đã gia nhập AFC | Đã gia nhập AFC | Đã gia nhập AFC | Đã gia nhập AFC | Đã gia nhập AFC | Đã gia nhập AFC | Đã gia nhập AFC | 2         |
| New Zealand | ×    | ×    | ×    | ×    | ×    | ×    | ×    | •    | •    | •    | •    | VB   | •    | •    | •    | •    | •    | •    | VB              | •               | •               | •               |                 |                 |                 | 2         |
| Tổng cộng   | 0    | 0    | 0    | 0    | 0    | 0    | 0    | 0    | 0    | 1    | 0    | 1    | 0    | 0    | 0    | 0    | 0    | 1    | 1               | 0               | 0               | 0               |                 |                 |                 | 4         |

### OFC Nations Cup
| Đội                | 1973 (5) | 1980 (8) | 1996 (4) | 1998 (6) | 2000 (6) | 2002 (8) | 2004 (6) | 2008 (4)        | 2012 (8)        | 2016 (8)        | 2024 (8)        | Năm |
| ------------------ | -------- | -------- | -------- | -------- | -------- | -------- | -------- | --------------- | --------------- | --------------- | --------------- | --- |
| Úc                 |          | H1       | H1       | H2       | H1       | H2       | H1       | Đã gia nhập AFC | Đã gia nhập AFC | Đã gia nhập AFC | Đã gia nhập AFC | 6   |
| Quần đảo Cook      |          |          |          | VB       | VB       |          |          |                 |                 |                 | CXĐ             | 2   |
| Fiji               | H5       | H4       |          | H3       |          | VB       | H4       | H3              | VB              | VB              | CXĐ             | 8   |
| Nouvelle-Calédonie | H3       | H3       |          |          |          | VB       |          | H2              | H2              | BK              | CXĐ             | 6   |
| New Zealand        | H1       | VB       | BK       | H1       | H2       | H1       | H3       | H1              | H3              | H1              | CXĐ             | 10  |
| Papua New Guinea   |          | VB       |          |          |          | VB       |          |                 | VB              | H2              | CXĐ             | 4   |
| Samoa              |          |          |          |          |          |          |          |                 | VB              | VB              | CXĐ             | 2   |
| Quần đảo Solomon   |          | VB       | BK       |          | H3       | VB       | H2       |                 | H4              | BK              | CXĐ             | 7   |
| Tahiti             | H2       | H2       | H2       | H4       | VB       | H3       | H5       |                 | H1              | VB              | CXĐ             | 9   |
| Vanuatu            | H4       | VB       |          | VB       | H4       | H4       | H6       | H4              | VB              | VB              | CXĐ             | 9   |

### Thế vận hội Mùa hè
| Đội               | 1900 (3) | 1904 (3) | 1904 (3) | 1908 (6) | 1912 (11) | 1920 (14) | 1924 (22) | 1928 (17) | 1936 (16) | 1948 (18) | 1952 (25) | 1956 (11) | 1960 (16) | 1964 (14) | 1968 (16) | 1972 (16) | 1976 (13) | 1980 (16) | 1984 (16) | 1988 (16) | 1992 (16) | 1996 (16) | 2000 (16) | 2004 (16) | 2008 (16)       | 2012 (16)       | 2016 (16)       | 2020 (16)       | 2024 (16)       | 2028 (16)       | 2032 (16)       | Số lần |
| ----------------- | -------- | -------- | -------- | -------- | --------- | --------- | --------- | --------- | --------- | --------- | --------- | --------- | --------- | --------- | --------- | --------- | --------- | --------- | --------- | --------- | --------- | --------- | --------- | --------- | --------------- | --------------- | --------------- | --------------- | --------------- | --------------- | --------------- | ------ |
| Úc                | –        | –        | –        | –        | –         | –         | –         | –         | –         | –         | –         | =5        | –         | –         | –         | –         | –         | –         | –         | 7         | 4         | 13        | 15        | 7         | Đã gia nhập AFC | Đã gia nhập AFC | Đã gia nhập AFC | Đã gia nhập AFC | Đã gia nhập AFC | Đã gia nhập AFC | Đã gia nhập AFC | 6      |
| Fiji              | –        | –        | –        | –        | –         | –         | –         | –         | –         | –         | –         | –         | –         | –         | –         | –         | –         | –         | –         | –         | –         | –         | –         | –         | –               | –               | 16              | –               | –               | –               | –               | 1      |
| New Zealand       | –        | –        | –        | –        | –         | –         | –         | –         | –         | –         | –         | –         | –         | –         | –         | –         | –         | –         | –         | –         | –         | –         | –         | –         | 14              | 16              | –               | 6               | –               | –               | –               | 4      |
| Tổng cộng (3 đội) | 0        | 0        | 0        | 0        | 0         | 0         | 0         | 0         | 0         | 0         | 0         | 1         | 0         | 0         | 0         | 0         | 0         | 0         | 0         | 1         | 1         | 1         | 1         | 1         | 1               | 1               | 1               | 1               | 1               |                 |                 | 11     |

### Pacific Games
|                      | Kì đại hộiĐội        |                      | 1963 | 1966 | 1969 | 1971 | 1975 | 1979 | 1983 | 1987 | 1991 | 1995 | 1999 | 2003 | 2007 | 2011 | 2015 | 2019 | 2023 | Số lần       |
| -------------------- | -------------------- | -------------------- | ---- | ---- | ---- | ---- | ---- | ---- | ---- | ---- | ---- | ---- | ---- | ---- | ---- | ---- | ---- | ---- | ---- | ------------ |
| Samoa thuộc Mỹ       | Samoa thuộc Mỹ       | Samoa thuộc Mỹ       | –    | –    | –    | –    | –    | –    | P    | 6    | –    | –    | –    | –    | P    | P    | –    | P    |      | 5            |
| Quần đảo Cook        | Quần đảo Cook        | Quần đảo Cook        | –    | –    | –    | 6    | –    | –    | –    | –    | –    | P    | –    | –    | P    | P    | –    | –    |      | 4            |
| Fiji                 | Fiji                 | Fiji                 | 2    | –    | 4    | 5    | 4    | 2    | 2    | –    | 1    | 3    | –    | 1    | 2    | 4    | 4    | 3    |      | 13           |
| Guam                 | Guam                 | Guam                 | –    | –    | –    | –    | P    | 6    | –    | –    | P    | P    | –    | –    | –    | P    | –    | –    |      | 5            |
| Kiribati             | Kiribati             | Kiribati             | –    | –    | –    | –    | –    | 9    | –    | –    | –    | –    | –    | P    | –    | P    | –    | –    |      | 3            |
| Micronesia           | Micronesia           | Micronesia           | –    | –    | –    | –    | –    | –    | –    | –    | –    | –    | –    | P    | –    | –    | P    | –    |      | 2            |
| Nouvelle-Calédonie   | Nouvelle-Calédonie   | Nouvelle-Calédonie   | 1    | 2    | 1    | 1    | 2    | 4    | 3    | 1    | 3    | P    | –    | 2    | 1    | 1    | 1    | 2    |      | 15           |
| New Zealand          | New Zealand          | New Zealand          | –    | –    | –    | –    | –    | –    | –    | –    | –    | –    | –    | –    | –    | –    | ‡    | 1    |      | 2            |
| Niue                 | Niue                 | Niue                 | –    | –    | –    | –    | –    | –    | P    | –    | –    | –    | –    | –    | –    | –    | –    | –    |      | 1            |
| Bắc Mariana          | Bắc Mariana          | Bắc Mariana          | –    | –    | –    | –    | –    | –    | †    | –    | –    | –    | –    | –    | –    | –    | –    | –    |      | 0            |
| Papua New Guinea     | Papua New Guinea     | Papua New Guinea     | P    | 4    | 3    | 4    | P    | 9    | 4    | 3    | P    | P    | –    | P    | –    | P    | 3    | 4    |      | 14           |
| Samoa                | Samoa                | Samoa                | –    | –    | –    | –    | –    | 9    | 5    | –    | –    | –    | –    | –    | P    | –    | –    | P    |      | 4            |
| Quần đảo Solomon     | Quần đảo Solomon     | Quần đảo Solomon     | 4    | P    | 6    | –    | 3    | 3    | P    | –    | 2    | 2    | –    | P    | 4    | 2    | P    | P    |      | 13           |
| Tahiti               | Tahiti               | Tahiti               | 3    | 1    | 2    | 3    | 1    | 1    | 1    |      | P    | 1    | –    | 4    | P    | 3    | 2    | P    |      | 15           |
| Tuvalu               | Tuvalu               | Tuvalu               | –    | –    | –    | –    | –    | 7    | –    | –    | –    | –    | –    | P    | P    | P    | –    | P    |      | 5            |
| Tonga                | Tonga                | Tonga                | –    | –    | –    | –    | –    | 7*   | P    | –    | –    | –    | –    | P    | P    | –    | –    | P    |      | 5            |
| Vanuatu              | Vanuatu              | Vanuatu              | P    | 3    | 5    | 2    | P    | 5    | P    | 4    | 4    | 4    | –    | 3    | 3    | P    | P    | P    |      | 15           |
| Wallis và Futuna     | Wallis và Futuna     | Wallis và Futuna     | –    | P    | –    | –    | –    | 9    | 5    | 5    | P    | P    | –    | –    | –    | –    | –    | –    |      | 6            |
| Số đội Tổng cộng: 18 | Số đội Tổng cộng: 18 | Số đội Tổng cộng: 18 | 6    | 6    | 6    | 6    | 7    | 12   | 11   | 6    | 8    | 9    | –    | 10   | 10   | 11   | 8    | 11   |      | 15 Tổng cộng |

### Giải vô địch bóng đá U-20 thế giới
| Đội               | 1977 (16) | 1979 (16) | 1981 (16) | 1983 (16) | 1985 (16) | 1987 (16) | 1989 (16) | 1991 (16) | 1993 (16) | 1995 (16) | 1997 (24) | 1999 (24) | 2001 (24) | 2003 (24) | 2005 (24) | 2007 (24)       | 2009 (24)       | 2011 (24)       | 2013 (24)       | 2015 (24)       | 2017 (24)       | 2019 (24)       | 2023 (24)       | Số lần |
| ----------------- | --------- | --------- | --------- | --------- | --------- | --------- | --------- | --------- | --------- | --------- | --------- | --------- | --------- | --------- | --------- | --------------- | --------------- | --------------- | --------------- | --------------- | --------------- | --------------- | --------------- | ------ |
| Úc                |           |           | TK        | V1        | V1        | V1        |           | 4th       | H4        | TK        | V2        | V1        | V2        | V2        | V1        | Đã gia nhập AFC | Đã gia nhập AFC | Đã gia nhập AFC | Đã gia nhập AFC | Đã gia nhập AFC | Đã gia nhập AFC | Đã gia nhập AFC | Đã gia nhập AFC | 12     |
| Fiji              |           |           |           |           |           |           |           |           |           |           |           |           |           |           |           |                 |                 |                 |                 | V1              |                 |                 | V1              | 2      |
| New Zealand       |           |           |           |           |           |           |           |           |           |           |           |           |           |           |           | V1              |                 | V1              | V1              | V2              | V2              | V2              | V2              | 7      |
| Tahiti            |           |           |           |           |           |           |           |           |           |           |           |           |           |           |           |                 | V1              |                 |                 |                 |                 | V1              |                 | 2      |
| Vanuatu           |           |           |           |           |           |           |           |           |           |           |           |           |           |           |           |                 |                 |                 |                 |                 | V1              |                 |                 | 1      |
| Tổng cộng (5 đội) | 0         | 0         | 1         | 1         | 1         | 1         | 0         | 1         | 1         | 1         | 1         | 1         | 1         | 1         | 1         | 1               | 1               | 1               | 1               | 2               | 2               | 2               | 2               | 27     |

### Giải vô địch bóng đá U-19 châu Đại Dương
| Đội                | 1974 | 1978 | 1980 | 1982 | 1985 | 1986 | 1988 | 1990           | 1992            | 1994            | 1997            | 1998            | 2001            | 2002            | 2005            | 2007            | 2008            | 2011            | 2013            | 2014            | 2016            | 2018            | 2022            | Số lần |
| ------------------ | ---- | ---- | ---- | ---- | ---- | ---- | ---- | -------------- | --------------- | --------------- | --------------- | --------------- | --------------- | --------------- | --------------- | --------------- | --------------- | --------------- | --------------- | --------------- | --------------- | --------------- | --------------- | ------ |
| Samoa thuộc Mỹ     | ×    | ×    | ×    | ×    | ×    | ×    | ×    | ×              | ×               | ×               | ×               | GS              | ×               | ×               | ×               | ×               | ×               | GS              | ×               | 6th             | PR              | PR              | GS              | 6      |
| Úc                 | ×    | 1st  | 2nd  | 1st  | 1st  | 1st  | 1st  | 1st            | ×               | 1st             | 1st             | 1st             | 1st             | 1st             | 1st             | Thành viên AFC  | Thành viên AFC  | Thành viên AFC  | Thành viên AFC  | Thành viên AFC  | Thành viên AFC  | Thành viên AFC  | Thành viên AFC  | 13     |
| Đài Bắc Trung Hoa  | ×    | ×    | ×    | ×    | 4th  | 4th  | 3rd  | Thành viên AFC | Thành viên AFC  | Thành viên AFC  | Thành viên AFC  | Thành viên AFC  | Thành viên AFC  | Thành viên AFC  | Thành viên AFC  | Thành viên AFC  | Thành viên AFC  | Thành viên AFC  | Thành viên AFC  | Thành viên AFC  | Thành viên AFC  | Thành viên AFC  | Thành viên AFC  | 3      |
| Quần đảo Cook      | ×    | ×    | ×    | ×    | ×    | ×    | ×    | ×              | ×               | ×               | ×               | ×               | GS              | ×               | ×               | ×               | ×               | ×               | ×               | ×               | GS              | PR              | GS              | 4      |
| Fiji               | ×    | 2nd  | 3rd  | 3rd  | 5th  | 5th  | 4th  | 5th            | 3rd             | GS              | 3rd             | 2nd             | GS              | 2nd             | 4th             | 2nd             | 4th             | 4th             | 2nd             | 1st             | GS              | GS              | 2nd             | 22     |
| Israel             | ×    | ×    | ×    | ×    | 2nd  | 2nd  | ×    | ×              | Thành viên UEFA | Thành viên UEFA | Thành viên UEFA | Thành viên UEFA | Thành viên UEFA | Thành viên UEFA | Thành viên UEFA | Thành viên UEFA | Thành viên UEFA | Thành viên UEFA | Thành viên UEFA | Thành viên UEFA | Thành viên UEFA | Thành viên UEFA | Thành viên UEFA | 2      |
| Nouvelle-Calédonie | 4th  | ×    | 4th  | ×    | ×    | ×    | ×    | ×              | ×               | ×               | ×               | ×               | GS              | GS              | GS              | 4th             | 2nd             | GS              | 4th             | 3rd             | SF              | 3rd             | 3rd             | 13     |
| New Zealand        | 2nd  | 3rd  | 1st  | 2nd  | 3rd  | 3rd  | 2nd  | 2nd            | 1st             | 2nd             | 2nd             | 3rd             | 2nd             | GS              | GS              | 1st             | 3rd             | 1st             | 1st             | ×               | 1st             | 1st             | 1st             | 22     |
| Papua New Guinea   | ×    | 4th  | 6th  | 4th  | 6th  | ×    | GS   | ×              | 5th             | GS              | ×               | ×               | GS              | GS              | ×               | ×               | ×               | GS              | 5th             | 5th             | GS              | GS              | QF              | 15     |
| Samoa              | ×    | ×    | ×    | ×    | ×    | ×    | GS   | ×              | ×               | GS              | ×               | GS              | GS              | GS              | GS              | 7th             | ×               | ×               | ×               | ×               | PR              | PR              | QF              | 10     |
| Quần đảo Solomon   | ×    | ×    | ×    | ×    | ×    | ×    | ×    | ×              | ×               | 3rd             | ×               | 4th             | GS              | ×               | 2nd             | 3rd             | ×               | 2nd             | ×               | 4th             | SF              | 4th             | QF              | 10     |
| Tahiti             | 1st  | ×    | 5th  | ×    | ×    | ×    | ×    | 4th            | 2nd             | GS              | 4th             | ×               | GS              | ×               | ×               | 5th             | 1st             | ×               | ×               | ×               | GS              | 2nd             | 4th             | 12     |
| Tonga              | ×    | ×    | ×    | ×    | ×    | ×    | ×    | ×              | ×               | ×               | ×               | GS              | GS              | GS              | GS              | ×               | ×               | ×               | ×               | ×               | PR              | GS              | GS              | 7      |
| Vanuatu            | 3rd  | ×    | ×    | ×    | ×    | ×    | GS   | 3rd            | 4th             | 4th             | ×               | GS              | GS              | GS              | 3rd             | 6th             | ×               | 3rd             | 3rd             | 2nd             | 2nd             | GS              | QF              | 16     |

### Giải vô địch bóng đá U-17 thế giới
| Đội                | 1985 (16) | 1987 (16) | 1989 (16) | 1991 (16) | 1993 (16) | 1995 (16) | 1997 (16) | 1999 (16) | 2001 (16) | 2003 (16) | 2005 (16) | 2007 (24)       | 2009 (24)       | 2011 (24)       | 2013 (24)       | 2015 (24)       | 2017 (24)       | 2019 (24)       | 2023 (24)       | Số lần |
| ------------------ | --------- | --------- | --------- | --------- | --------- | --------- | --------- | --------- | --------- | --------- | --------- | --------------- | --------------- | --------------- | --------------- | --------------- | --------------- | --------------- | --------------- | ------ |
| Úc                 | TK        | TK        | V1        | TK        | TK        | TK        |           | H2        | TK        | V1        | V1        | Đã gia nhập AFC | Đã gia nhập AFC | Đã gia nhập AFC | Đã gia nhập AFC | Đã gia nhập AFC | Đã gia nhập AFC | Đã gia nhập AFC | Đã gia nhập AFC | 10     |
| Nouvelle-Calédonie |           |           |           |           |           |           |           |           |           |           |           |                 |                 |                 |                 |                 | V1              |                 | V1              | 2      |
| New Zealand        |           |           |           |           |           |           | V1        | V1        |           |           |           | V1              | V2              | V2              | V1              | V2              | V1              | V1              | V1              | 10     |
| Quần đảo Solomon   |           |           |           |           |           |           |           |           |           |           |           |                 |                 |                 |                 |                 |                 | R1              |                 | 1      |
| Tổng cộng (4 đội)  | 1         | 1         | 1         | 1         | 1         | 1         | 1         | 2         | 1         | 1         | 1         | 1               | 1               | 1               | 1               | 1               | 2               | 2               | 2               | 23     |

### Giải vô địch bóng đá U-16 châu Đại Dương
| Đội                | 1983 | 1986 | 1989 | 1991           | 1993           | 1995           | 1997           | 1999           | / 2001         | / 2003         | 2005           | 2007           | 2009           | 2011           | 2013           | / 2015         | 2017           | 2018           | 2023           | Tổng cộng |
| ------------------ | ---- | ---- | ---- | -------------- | -------------- | -------------- | -------------- | -------------- | -------------- | -------------- | -------------- | -------------- | -------------- | -------------- | -------------- | -------------- | -------------- | -------------- | -------------- | --------- |
| Samoa thuộc Mỹ     | ×    | ×    | ×    | ×              | ×              | ×              | ×              | GS             | GS             | GS             | ×              | ×              | ×              | GS             | PR             | GS             | PR             | PR             | GS             | 9         |
| Úc                 | 1st  | 1st  | 1st  | 1st            | 1st            | 1st            | 2nd            | 1st            | 1st            | 1st            | 1st            | Thành viên AFC | Thành viên AFC | Thành viên AFC | Thành viên AFC | Thành viên AFC | Thành viên AFC | Thành viên AFC | Thành viên AFC | 11        |
| Đài Bắc Trung Hoa  | 3rd  | 3rd  | 3rd  | Thành viên AFC | Thành viên AFC | Thành viên AFC | Thành viên AFC | Thành viên AFC | Thành viên AFC | Thành viên AFC | Thành viên AFC | Thành viên AFC | Thành viên AFC | Thành viên AFC | Thành viên AFC | Thành viên AFC | Thành viên AFC | Thành viên AFC | Thành viên AFC | 3         |
| Quần đảo Cook      | ×    | ×    | ×    | ×              | ×              | ×              | GS             | GS             | ×              | GS             | GS             | ×              | ×              | GS             | GS             | GS             | PR             | PR             | QF             | 10        |
| Fiji               | GS   | GS   | 4th  | 3rd            | 4th            | GS             | 4th            | 2nd            | GS             | GS             | GS             | 3rd            | ×              | GS             | 4th            | GS             | GS             | 4th            | 4th            | 18        |
| Nouvelle-Calédonie | 4th  | ×    | ×    | ×              | ×              | ×              | ×              | 4th            | ×              | 2nd            | 4th            | 4th            | 3rd            | GS             | 2nd            | 4th            | 2nd            | GS             | 2nd            | 12        |
| New Zealand        | 2nd  | 2nd  | 2nd  | 2nd            | 3rd            | 2nd            | 1st            | ×              | 2nd            | GS             | ×              | 1st            | 1st            | 1st            | 1st            | 1st            | 1st            | 1st            | 1st            | 17        |
| Papua New Guinea   | ×    | 4th  | ×    | ×              | ×              | ×              | ×              | GS             | GS             | ×              | GS             | ×              | ×              | GS             | GS             | GS             | SF             | GS             | x              | 9         |
| Samoa              | ×    | ×    | ×    | ×              | ×              | ×              | GS             | GS             | GS             | GS             | ×              | ×              | ×              | ×              | PR             | GS             | GS             | GS             | QF             | 9         |
| Quần đảo Solomon   | ×    | ×    | ×    | ×              | 2nd            | 4th            | 3rd            | 3rd            | GS             | GS             | 3rd            | ×              | ×              | 3rd            | ×              | GS             | SF             | 2nd            | x              | 9         |
| Tahiti             | GS   | ×    | ×    | ×              | GS             | ×              | GS             | GS             | GS             | GS             | GS             | 2nd            | 2nd            | 2nd            | ×              | 2nd            | GS             | 3rd            | 3rd            | 14        |
| Tonga              | ×    | ×    | ×    | ×              | ×              | ×              | ×              | GS             | GS             | GS             | GS             | ×              | ×              | GS             | PR             | GS             | PR             | PR             | QF             | 10        |
| Vanuatu            | ×    | ×    | GS   | ×              | GS             | 3rd            | GS             | GS             | GS             | GS             | 2nd            | ×              | 4th            | 4th            | 3rd            | 3rd            | GS             | GS             | QF             | 15        |

### Giải vô địch bóng đá trong nhà thế giới
| Đội              | 1989 | 1992 | 1996 | 2000 | 2004 | 2008 | 2012 | 2016 | 2020 | 2024 | Tổng cộng |
| ---------------- | ---- | ---- | ---- | ---- | ---- | ---- | ---- | ---- | ---- | ---- | --------- |
| Úc               | V1   | V1   | V1   | V1   | V1   |      |      |      |      | 5    |           |
| New Zealand      |      |      |      |      |      |      |      |      |      | Q    | 1         |
| Quần đảo Solomon |      |      |      |      |      | V1   | V1   | V1   | V1   |      | 4         |
| Tổng cộng        | 1    | 1    | 1    | 1    | 1    | 1    | 1    | 1    | 1    | 1    | 10        |

### Giải vô địch bóng đá trong nhà châu Đại Dương
| Đội                  | 1992 | 1996 | 1999 | 2004 | 2008 | 2009 | 2010 | 2011 | 2013 | 2014 | 2016 | 2019 | 2022 | 2024 | Số lần |
| -------------------- | ---- | ---- | ---- | ---- | ---- | ---- | ---- | ---- | ---- | ---- | ---- | ---- | ---- | ---- | ------ |
| Samoa thuộc Mỹ       | ×    | ×    | x    | ×    | ×    | ×    | ×    | ×    | ×    | ×    | ×    | 7th  | ×    | x    | 1      |
| Úc                   | 1st  | 1st  | 1st  | 1st  |      |      |      |      | 1st  |      |      |      |      |      | 5      |
| Quần đảo Cook        | ×    | ×    | 7th  | ×    | ×    | ×    | ×    | ×    | ×    | ×    | ×    | ×    | ×    | 1    |        |
| Fiji                 | ×    | 3rd  | 2nd  | 4th  | 5th  | 2nd  | 2nd  | 5th  | ×    | ×    | 6th  | 5th  | 6th  | 4th  | 10     |
| FFA President's Five |      |      |      |      |      |      |      |      |      |      |      |      | 4th  |      | 2      |
| Kiribati             |      |      |      |      | ×    | ×    | ×    | 7th  | ×    | ×    | ×    | ×    | ×    | x    | 1      |
| Malaysia             |      |      |      |      |      |      |      |      | 2nd  | 1st  |      |      |      |      | 2      |
| Nouvelle-Calédonie   | ×    | ×    | ×    | ×    | 6th  | 4th  | 5th  | 6th  | 8th  | 2nd  | 5th  | 4th  | 3rd  | 5th  | 9      |
| New Zealand          | 3rd  | ×    | 5th  | 2nd  | 4th  | ×    | 3rd  | 3rd  | 3rd  | 3rd  | 2nd  | 2nd  | 1st  | 1st  | 12     |
| Papua New Guinea     | ×    | ×    | 4th  | ×    | ×    | ×    | ×    | ×    | ×    | ×    | ×    | ×    | ×    | x    | 1      |
| Samoa                | ×    | 4th  | 6th  | 6th  | ×    | ×    | ×    | ×    | ×    | ×    | ×    | ×    | 7th  | 7th  | 5      |
| Quần đảo Solomon     | ×    | ×    | ×    | 5th  | 1st  | 1st  | 1st  | 1st  | 5th  | ×    | 1st  | 1st  | 2nd  | 3rd  | 10     |
| Tahiti               | ×    | ×    | ×    | ×    | 2nd  | ×    | 6th  | 2nd  | 4th  | 4th  | 3rd  | 3rd  | ×    | 2nd  | 8      |
| Tonga                | ×    | ×    | ×    | ×    | ×    | ×    | ×    | ×    | ×    | ×    | ×    | 8th  | 8th  | 8th  | 3      |
| Tuvalu               |      |      |      |      | 7th  | ×    | 7th  | 8th  | ×    | ×    | ×    | ×    | ×    | x    | 3      |
| Vanuatu              | 2nd  | 2nd  | 3rd  | 3rd  | 3rd  | 3rd  | 4th  | 4th  | 6th  | 5th  | 4th  | 6th  | 5th  | 6th  | 14     |
| Tổng cộng            | 3    | 4    | 7    | 6    | 7    | 4    | 7    | 8    | 8    | 5    | 6    | 8    | 8    | 8    |        |

## Các giải đấu quốc tế của nữ

### World Cup
| Đội               | 1991 | 1995 | 1999 | 2003 | 2007 | 2011 | 2015 | 2019 | 2023 | Tổng cộng |
| ----------------- | ---- | ---- | ---- | ---- | ---- | ---- | ---- | ---- | ---- | --------- |
| Úc                |      | VB   | VB   | VB   |      |      |      |      |      | 3         |
| New Zealand       | VB   |      |      |      | VB   | VB   | VB   | VB   | VB   | 6         |
| Tổng cộng (2 đội) | 1    | 1    | 1    | 1    | 1    | 1    | 1    | 1    | 1    | 9         |

### OFC Nations Cup
| Đội                | 1983 | 1986 | 1989 | 1991 | 1994 | 1998 | 2003 | 2007 | 2010 | 2014 | 2018 | 2022 | Tổng |
| ------------------ | ---- | ---- | ---- | ---- | ---- | ---- | ---- | ---- | ---- | ---- | ---- | ---- | ---- |
| Samoa thuộc Mỹ     | —    | —    | —    | —    | —    | GS   | ×    | —    | —    | —    | •    | ×    | 1    |
| Úc                 | 2nd  | 2nd  | 3rd  | 2nd  | 1st  | 1st  | 1st  |      |      |      |      |      | 7    |
| Đài Bắc Trung Hoa  | —    | 1st  | 1st  |      |      |      |      |      |      |      |      |      | 2    |
| Quần đảo Cook      | —    | —    | —    | —    | —    | —    | 5th  | ×    | 3rd  | 3rd  | GS   | QF   | 5    |
| Fiji               | 4th  | —    | —    | —    | —    | 4th  | ×    | ×    | GS   | —    | 2nd  | 2nd  | 5    |
| Nouvelle-Calédonie | 3rd  | —    | —    | —    | —    | —    | —    | ×    | —    | —    | 4th  | QF   | 3    |
| New Zealand        | 1st  | 3rd  | 2nd  | 1st  | 2nd  | 2nd  | 2nd  | 1st  | 1st  | 1st  | 1st  | ×    | 11   |
| Papua New Guinea   | —    | ×    | 5th  | 3rd  | 3rd  | 3rd  | 3rd  | 2nd  | 2nd  | 2nd  | 3rd  | 1st  | 10   |
| Samoa              | —    | —    | —    | —    | —    | GS   | 4th  | ×    | —    | —    | GS   | 4th  | 4    |
| Quần đảo Solomon   | —    | —    | —    | —    | —    | —    | —    | 4th  | 4th  | —    | •    | 3rd  | 3    |
| Tahiti             | —    | —    | —    | —    | —    | —    | ×    | ×    | GS   | —    | GS   | QF   | 3    |
| Tonga              | —    | —    | —    | —    | —    | —    | ×    | 3rd  | GS   | 4th  | GS   | QF   | 5    |
| Vanuatu            | —    | —    | —    | —    | —    | —    | ×    | ×    | GS   | —    | •    | GS   | 2    |

### Thế vận hội Mùa hè
| Đội               | 1996 (8) | 2000 (8) | 2004 (10) | 2008 (12)       | 2012 (12)       | 2016 (12)       | 2020 (12)       | 2024 (12)       | 2028 (12)       | 2032 (12)       | Số lần |
| ----------------- | -------- | -------- | --------- | --------------- | --------------- | --------------- | --------------- | --------------- | --------------- | --------------- | ------ |
| Úc                | –        | 7        | 5         | Đã gia nhập AFC | Đã gia nhập AFC | Đã gia nhập AFC | Đã gia nhập AFC | Đã gia nhập AFC | Đã gia nhập AFC | Đã gia nhập AFC | 2      |
| New Zealand       | –        | –        | –         | 10              | 8               | 9               | 12              |                 |                 |                 | 5      |
| Tổng cộng (2 đội) | 0        | 1        | 1         | 1               | 1               | 1               | 1               | 1               |                 |                 | 7      |

### Pacific Games
|                      | Kì đại hộiĐội        |                      | 2003 | 2007 | 2011 | 2015 | 2019 | 2023 | Số lần      |
| -------------------- | -------------------- | -------------------- | ---- | ---- | ---- | ---- | ---- | ---- | ----------- |
| Samoa thuộc Mỹ       | Samoa thuộc Mỹ       | Samoa thuộc Mỹ       | –    | P    | P    | –    | P    |      | 3           |
| Quần đảo Cook        | Quần đảo Cook        | Quần đảo Cook        | –    | P    | P    | 3    | 4    |      | 4           |
| Fiji                 | Fiji                 | Fiji                 | 5    | 3    | 3    | P    | 3    |      | 5           |
| Guam                 | Guam                 | Guam                 | 2    | –    | P    | –    | –    |      | 2           |
| Kiribati             | Kiribati             | Kiribati             | 7    | –    | –    | –    | –    |      | 1           |
| Nouvelle-Calédonie   | Nouvelle-Calédonie   | Nouvelle-Calédonie   | –    | P    | 2    | 2    | P    |      | 4           |
| Papua New Guinea     | Papua New Guinea     | Papua New Guinea     | 1    | 1    | 1    | 1    | 1    |      | 5           |
| Samoa                | Samoa                | Samoa                | –    | P    | –    | 4    | 2    |      | 3           |
| Quần đảo Solomon     | Quần đảo Solomon     | Quần đảo Solomon     | –    | P    | P    | P    | P    |      | 4           |
| Tahiti               | Tahiti               | Tahiti               | 4    | 4    | P    | –    | P    |      | 4           |
| Tonga                | Tonga                | Tonga                | 3    | 2    | 4    | P    | P    |      | 5           |
| Vanuatu              | Vanuatu              | Vanuatu              | 6    | –    | –    | –    | P    |      | 2           |
| Số đội Tổng cộng: 12 | Số đội Tổng cộng: 12 | Số đội Tổng cộng: 12 | 7    | 9    | 9    | 7    | 10   |      | 5 Tổng cộng |

### Giải vô địch bóng đá bãi biển thế giới
| Đội              | 1995 | 1996 | 1997 | 1998 | 1999 | 2000 | 2001 | 2002 | 2003 | 2004 | 2005 | 2006 | 2007 | 2008 | 2009 | 2011 | 2013 | 2015 | 2017 | 2019 | 2021 | 2023 | 2025 | Tổng cộng |
| ---------------- | ---- | ---- | ---- | ---- | ---- | ---- | ---- | ---- | ---- | ---- | ---- | ---- | ---- | ---- | ---- | ---- | ---- | ---- | ---- | ---- | ---- | ---- | ---- | --------- |
| Úc               |      |      |      |      |      |      |      |      |      |      | V1   |      |      |      |      |      |      |      |      |      |      |      |      | 1         |
| Quần đảo Solomon |      |      |      |      |      |      |      |      |      |      |      | V1   | V1   | V1   | V1   |      | V1   |      |      |      |      |      |      | 5         |
| Tahiti           |      |      |      |      |      |      |      |      |      |      |      |      |      |      |      | V1   | H4   | H2   | H2   | V1   | TK   |      |      | 5         |
| Tổng cộng        | 0    | 0    | 0    | 0    | 0    | 0    | 0    | 0    | 0    | 0    | 1    | 1    | 1    | 1    | 1    | 1    | 2    | 1    | 1    | 1    | 1    |      |      |           |

### Giải vô địch bóng đá U-20 thế giới
| Đội               | 2002 (12) | 2004 (12) | 2006 (16) | 2008 (16)       | 2010 (16)       | 2012 (16)       | 2014 (16)       | 2016 (16)       | 2018 (16)       | 2022 (16)       | 2024 (16)       | Số lần |
| ----------------- | --------- | --------- | --------- | --------------- | --------------- | --------------- | --------------- | --------------- | --------------- | --------------- | --------------- | ------ |
| Úc                | TK        | TK        | VB        | Đã gia nhập AFC | Đã gia nhập AFC | Đã gia nhập AFC | Đã gia nhập AFC | Đã gia nhập AFC | Đã gia nhập AFC | Đã gia nhập AFC | Đã gia nhập AFC | 3      |
| New Zealand       |           |           | VB        | VB              | VB              | VB              | TK              | VB              | VB              | VB              |                 | 8      |
| Papua New Guinea  |           |           |           |                 |                 |                 |                 | VB              |                 |                 |                 | 1      |
| Tổng cộng (3 đội) | 1         | 1         | 2         | 1               | 1               | 1               | 1               | 2               | 1               |                 | 1               | 10     |

### Giải vô địch bóng đá U-19 châu Đại Dương
| Đội                | 2002 | 2004 | 2006           | 2010           | 2012           | 2014           | 2015           | 2017           | 2019           | Số lần |
| ------------------ | ---- | ---- | -------------- | -------------- | -------------- | -------------- | -------------- | -------------- | -------------- | ------ |
| Samoa thuộc Mỹ     | GS   | ×    | ×              | 4th            | ×              | ×              | ×              | ×              | GS             | 3      |
| Úc                 | 1st  | 1st  | Thành viên AFC | Thành viên AFC | Thành viên AFC | Thành viên AFC | Thành viên AFC | Thành viên AFC | Thành viên AFC | 2      |
| Quần đảo Cook      | GS   | ×    | ×              | 2nd            | ×              | ×              | ×              | ×              | GS             | 3      |
| Fiji               | GS   | ×    | GS             | ×              | ×              | ×              | ×              | 2nd            | GS             | 4      |
| Nouvelle-Calédonie | ×    | ×    | GS             | ×              | 3rd            | ×              | 4th            | 4th            | 2nd            | 5      |
| New Zealand        | 2nd  | ×    | 1st            | 1st            | 1st            | 1st            | 1st            | 1st            | 1st            | 8      |
| Papua New Guinea   | ×    | 2nd  | 3rd            | ×              | 2nd            | 2nd            | ×              | 3rd            | GS             | 6      |
| Samoa              | 4th  | ×    | 4th            | ×              | 4th            | ×              | 2nd            | 5th            | GS             | 6      |
| Quần đảo Solomon   | ×    | 3rd  | GS             | ×              | ×              | ×              | ×              | ×              | GS             | 3      |
| Tahiti             | ×    | ×    | ×              | ×              | ×              | ×              | ×              | ×              | 3rd            | 1      |
| Tonga              | 3rd  | ×    | 2nd            | 3rd            | ×              | 3rd            | 5th            | 6th            | GS             | 7      |
| Vanuatu            | ×    | ×    | GS             | ×              | ×              | 4th            | 3rd            | ×              | 4th            | 4      |

### Giải vô địch bóng đá U-17 thế giới
| Đội               | 2008 (16) | 2010 (16) | 2012 (16) | 2014 (16) | 2016 (16) | 2018 (16) | 2022 (16) | 2024 (16) | Số lần |
| ----------------- | --------- | --------- | --------- | --------- | --------- | --------- | --------- | --------- | ------ |
| New Zealand       | V1        | V1        | V1        | V1        | V1        | H3        | V1        |           | 7      |
| Tổng cộng (1 đội) | 1         | 1         | 1         | 1         | 1         | 1         | 1         |           | 7      |

### Giải vô địch bóng đá U-17 châu Đại Dương
| Đội                | 2010 | 2012 | 2016 | 2017 | Số lần |
| ------------------ | ---- | ---- | ---- | ---- | ------ |
| Samoa thuộc Mỹ     | x    | ×    | ×    | GS   | 1      |
| Quần đảo Cook      | x    | 3rd  | GS   | BK   | 3      |
| Fiji               | x    | ×    | 3rd  | BK   | 2      |
| Nouvelle-Calédonie | ×    | 4th  | 4th  | 2nd  | 3      |
| New Zealand        | 1st  | 1st  | 1st  | 1st  | 4      |
| Papua New Guinea   | 3rd  | 2nd  | 2nd  | ×    | 3      |
| Samoa              | 4th  | ×    | GS   | GS   | 3      |
| Quần đảo Solomon   | 2nd  | 3rd  | x    | ×    | 2      |
| Tahiti             | ×    | ×    | ×    | GS   | 1      |
| Tonga              | 4th  | ×    | GS   | GS   | 3      |
| Vanuatu            | ×    | ×    | GS   | ×    | 1      |